# アンドレス・ガルシア
アンドレス・ガルシア・ロブレド（英語: Andres Garcia Robledo、2003年2月7日生まれ）は、プレミアリーグのアストン・ヴィラの右サイドバックとしてプレーするスペインのプロサッカー選手。

## クラブ経歴

### レバンテ
ビジャール・デル・アルゾビスポ生まれのガルシアは、CFインテル・サンホセ、CFトーレ・レバンテと経て、2021年にレバンテUDの下部組織に加入。 2022年7月、彼はテルセーラ・フェデラシオンのBチームに昇格。
2022年9月10日、ホームでトレントCFに0-1で敗れた試合に先発出場し、Bチームからトップチームでデビュー。11月6日にはホームでエルチェCFイリシターノに0-1で勝利した試合で、決勝点を挙げ初ゴールを記録した。彼は20231月3日、そのシーズンのコパ・デル・レイでアレハンドロ・カンテロと交代で出場し、ホームでヘタフェCFに3-2での勝利に貢献した。
2023年7月22日、レバンテとの契約を1シーズン更新し、3シーズンのオプションも付いた。9月に負傷し、3か月間戦線を離脱したが、その後右サイドバックとして地位を確立。
2024年5月26日、 ADアルコルコンとのホーム戦でプロ初ゴールを記録したが、結果は2-2の引き分けに終わった。

### アストン・ヴィラ
2025年1月21日、プレミアリーグのアストン・ヴィラに非公開の移籍金で加入。一部報道によると約600万ポンドだったと報じられている。 2025年2月1日、2-0で敗れたウォルバーハンプトン・ワンダラーズ戦で先発出場しプレミアリーグデビューを果たすもハーフタイムで交代している。2025年2月9日に行われたFAカップ4回戦のトッテナム戦ではソン・フンミンやマティス・テルを相手に落ち着いた好プレーを連発し2-1での勝利に貢献した。

## 代表歴
2025年3月、U-21チェコ代表とU-21ドイツ代表との試合に出場するU-21スペイン代表に招集された。2025年3月21日の2-2の引き分けに終わったU-21チェコ代表戦でデビューした 。

## プレースタイル
恵まれた体躯を生かしたフィジカルと縦へ推進力が魅力で、ウイングのポジションで起用されたこともある攻撃的な選手でカットインからの左足でゴールネットを揺らすプレーでも貢献する。

## 個人成績

### クラブ
2025年4月12日現在
| クラブ           | シーズン | リーグ                     | リーグ | リーグ | ナショナルカップ | ナショナルカップ | リーグカップ | リーグカップ | ヨーロッパ | ヨーロッパ | 合計 | 合計   |
| クラブ           | シーズン | ディビジョン               | 試合   | ゴール | 試合             | ゴール           | 試合         | ゴール       | 試合       | ゴール     | 試合 | ゴール |
| ---------------- | -------- | -------------------------- | ------ | ------ | ---------------- | ---------------- | ------------ | ------------ | ---------- | ---------- | ---- | ------ |
| レバンテ B       | 2022-23  | テルセーラ・フェデラシオン | 31     | 1      | 0                | 0                | —            | —            | —          | —          | 31   | 1      |
| レバンテ         | 2022-23  | セグンダ・ディビシオン     | 1      | 0      | 2                | 0                | —            | —            | —          | —          | 3    | 0      |
| レバンテ         | 2023-24  | セグンダ・ディビシオン     | 24     | 1      | 0                | 0                | —            | —            | —          | —          | 24   | 1      |
| レバンテ         | 2024-25  | セグンダ・ディビシオン     | 22     | 3      | 1                | 0                | —            | —            | —          | —          | 23   | 3      |
| レバンテ         | 合計     | 合計                       | 47     | 4      | 3                | 0                | 0            | 0            | 0          | 0          | 50   | 4      |
| アストン・ヴィラ | 2024-25  | プレミアリーグ             | 7      | 0      | 3                | 0                | 0            | 0            | 0          | 0          | 10   | 0      |
| キャリア合計     |          |                            |        |        |                  |                  |              |              |            |            |      |        |